# Alice de la Roche
Alice de la Roche, född 1200-talet, död 1282, var regent i Beirut i kungariket Jerusalem som ställföreträdare för sin frånvarande dotter Isabella av Ibelin mellan 1272 och 1277.